# Kainike
Kainike (en llatí Caenica, en grec antic Καινική) va ser un districte de Tràcia segons la divisió que en va fer Roma.
Estava situat a la part del Euxí (mar Negra), segons Claudi Ptolemeu, i derivava el seu nom de la tribu tràcia dels Cenicis (caeni o caenici).